# Elachiptera
Elachiptera är ett släkte av tvåvingar. Elachiptera ingår i familjen fritflugor.

## Dottertaxa tillElachiptera, i alfabetisk ordning[1][2]
- Elachiptera agricola
- Elachiptera angusta
- Elachiptera angustifrons
- Elachiptera angustistylum
- Elachiptera aquila
- Elachiptera assamensis
- Elachiptera attenuata
- Elachiptera austriaca
- Elachiptera biculiminata
- Elachiptera bimaculata
- Elachiptera brevipennis
- Elachiptera breviscutellata
- Elachiptera californica
- Elachiptera comoroensis
- Elachiptera coniotrigona
- Elachiptera conjuncta
- Elachiptera cornuta
- Elachiptera costata
- Elachiptera cultrata
- Elachiptera decipiens
- Elachiptera diastema
- Elachiptera dubiosa
- Elachiptera edwardsi
- Elachiptera erythropleura
- Elachiptera flaviceps
- Elachiptera flavida
- Elachiptera formosa
- Elachiptera freyi
- Elachiptera fucosa
- Elachiptera graeca
- Elachiptera indistincta
- Elachiptera insignis
- Elachiptera japonica
- Elachiptera knowltoni
- Elachiptera lenis
- Elachiptera lerouxi
- Elachiptera lividipennis
- Elachiptera longiventris
- Elachiptera lyrica
- Elachiptera megaspis
- Elachiptera melaena
- Elachiptera melinifrons
- Elachiptera minima
- Elachiptera molybdaena
- Elachiptera nigriceps
- Elachiptera occipitalis
- Elachiptera octoseta
- Elachiptera orizae
- Elachiptera pechumani
- Elachiptera penita
- Elachiptera pollinosa
- Elachiptera popovi
- Elachiptera queposana
- Elachiptera rubida
- Elachiptera rubrolimbata
- Elachiptera rufescens
- Elachiptera ruficollis
- Elachiptera rufifrons
- Elachiptera sacculicornis
- Elachiptera salinaria
- Elachiptera scrobiculata
- Elachiptera sibirica
- Elachiptera simplicipes
- Elachiptera straitfrons
- Elachiptera sublineata
- Elachiptera submediterranea
- Elachiptera tarda
- Elachiptera tau
- Elachiptera tecta
- Elachiptera triangularis
- Elachiptera tuberculifera
- Elachiptera ugandae
- Elachiptera umbrosa
- Elachiptera unimaculata
- Elachiptera uniseta
- Elachiptera viator
- Elachiptera willistoni
- Elachiptera vittata
- Elachiptera xizangensis